# Andrzej Pietraszek
Andrzej Pietraszek (ur. w 1940, zm. 5 grudnia 2013 w Warszawie) – chirurg, dr nauk medycznych, taternik i alpinista, zasłużony członek Polskiego Klubu Górskiego. 
Zginął potrącony przez samochód na ulicy w Warszawie. Pochowany jest na cmentarzu w Wilanowie. 

## Alpinizm
Zaczął się wspinać w Tatrach w wieku 20 lat. Wspinał się także w Alpach, na Kaukazie, w Pamirze, Ałtaju Mongolskim i Andach. Był lekarzem dwóch polskich wypraw w Himalaje (na Kangbachen i Kanczendzongę).

## Osiągnięcia wspinaczkowe
- Zdobył m.in. Dżajłyk-baszi, Kazbek, Kirpicz, Nuamkuam, Tetnuld, Pik Lenina, Pik Komunizmu.
- Trawers granią trzech dziewiczych sześciotysięczników w Pamirze nazwanych Pik Warszawa (6042 m), Pik Poronin (6205 m) i Pik Tatry (6142 m).
- Pierwsze przejście zachodniej grani Turgen-uła.
- W roku 1980 wszedł na Pico Santander, Pico Boliwar, El Guardian i nową drogą na Pico Blanco.

## Książki
Jest współautorem książki „Kangbaczen zdobyty” (SiT, Warszawa 1977).